# 茨木久
茨木 久（いばらき ひさし） は、日本の通信工学者。元NTTサイバーソリューション研究所所長。超臨場感コミュニケーションフォーラム副会長。弟は漫画家・医師の茨木保。

## 人物・経歴
1982年神戸大学工学部卒業。1984年神戸大学大学院工学研究科修士課程修了、日本電信電話公社入社、横須賀電気通信研究所入所。静止画像、動画の符号化方式や、通信機器の研究開発を行い、1996年には東京大学から博士（工学）の学位を取得した。
2008年NTTサイバーコミュニケーション総合研究所企画部長。2011年NTTサイバーソリューション研究所所長。2012年NTTサービスエボリューション研究所所長。2013年電子情報通信学会東京支部長。2015年NTTエレクトロニクス取締役。2019年情報通信研究機構理事。超臨場感コミュニケーションフォーラム副会長等も務めた。

## 受賞
- 画像電子学会論文賞、画像電子学会フェロー[1]。